# Большой сатана
Большой сатана (перс. شيطان بزرگ‎; Shaytân-e Bozorg) — демонизирующий эпитет, используемый в отношении Соединённых Штатов Америки в иранских внешнеполитических заявлениях. Иногда использовался также в отношении правительства Соединённого Королевства.
Эпитет был впервые использован иранским лидером аятоллой Рухоллой Хомейни в его речи 5 ноября 1979 года, на следующий день после начала кризиса с американскими заложниками в Иране, для описания Соединённых Штатов, которые Хомейни осудил как империалистическую державу, спонсирующую коррупцию во всем мире.
Аятолла Хомейни также иногда использовал термин «Иблис» (главный дьявол в исламе) для обозначения Соединённых Штатов и других западных стран. 

## Исторический фон
Правительство Исламской Республики Иран имеет долгую историю поддержки антизападных настроений, упоминая вмешательство в дела Ирана со стороны правительств Великобритании и США. В 1907 году соглашение, подписанное между Британской и Российской империями, разделило Иран на сферы влияния, что привело в ярость иранское общественное мнение. 46 лет спустя, в 1953 году, в ответ на решение премьер-министра Ирана Мохаммада Моссадыка национализировать нефтяную промышленность Ирана, ЦРУ и МИ-6 организовали государственный переворот с целью свержения его администрации в пользу прозападного лидера шаха Мохаммеда Реза Пехлеви. Администрация Эйзенхауэра была обеспокоена тем, что националистические устремления Мосаддыка могут привести к возможному захвату Ирана коммунистами. Поначалу казалось, что военный переворот провалился, и шах Мохаммед Реза Пехлеви бежал из страны. Однако после массовых беспорядков и с помощью ЦРУ и МИ-6 Моссадык потерпел поражение, и шах вернулся к власти, обеспечив поддержку западным нефтяным интересам в Иране и положив конец предполагаемой угрозе коммунистической экспансии. Генерал Фазлоллах Захеди, возглавивший военный переворот, стал премьер-министром. Операция получила кодовое название Operation Ajax.
В 1965 году аятолла Хомейни был сослан за критику решения Белой революции о распространении права голоса на женщин, инициировании земельной реформы и непопулярного законопроекта о статусе вооружённых сил шаха, который давал военнослужащим США дипломатический иммунитет за преступления совершённые в Иране. К началу 1970-х годов многие иранцы выступили против правительства шаха. В конце концов Хомейни вернулся в Иран и возглавил иранскую революцию 1979 года. Во время иранской революции демонстранты обычно скандировали такие лозунги, как «Смерть шаху», «Независимость, свобода, исламская республика» и «Смерть Америке».

## Определение

Большой сатана, Карлос Латуфф

Хомейни сказал 5 ноября 1979 года: «[Америка] — это большой сатана, раненая змея». Этот термин широко использовался во время и после Исламской революции и продолжает использоваться в некоторых иранских политических кругах. Использование этого термина на митингах часто сопровождается криками «Марг бар Амрика!» («Смерть Америке»). Используется в академических журналах.

### Меньший сатана
Хомейни называл Советский Союз, главного противника США во время холодной войны, «меньшим сатаной» из-за его атеистической коммунистической идеологии, и сказал, что Иран не должен поддерживать ни одну из сторон в холодной войне .

### Малый сатана
Государство Израиль было осуждено Хомейни в 1979 году как «малый сатана», когда он говорил о поддержке Израилем шаха, его тесных связях с США и продолжающемся израильско-палестинском конфликте. Бывший ливийский лидер Муаммар Каддафи также заявил, что «Израиль — это малый сатана» в интервью в июле 1980 года.